# Ilyes Gharbi
Pour les articles homonymes, voir Gharbi.
Ilyes Gharbi ou Elyes Gharbi (arabe : إلياس الغربي) est un journaliste tunisien actif à la télévision et à la radio.

## Biographie
Originaire du nord-ouest du pays, il intègre la télévision alors qu'il est étudiant à l'Institut de presse et des sciences de l'information, d'abord sur la chaîne Canal 21 puis sur Canal+ Horizons Tunisie comme réalisateur et responsable de la production. En 1997, il est un invité d'honneur des deux premiers épisodes de la saison 2 de la série télévisée El Khottab Al Bab réalisée par Slaheddine Essid, Ali Louati et Moncef Baldi. Revenu sur Canal 21 en 2001, il se lance dans la radio avec le lancement de Mosaïque FM lors de son lancement en 2003. Il y anime Sbah El Ness puis FM by night et y travaille durant cinq ans, jusqu'à sa démission le 31 mars 2009.
Passé sur Nessma, il anime le talk-show Ness Nessma lancé en 2009 et assure la couverture de la révolution de 2011, présentant l'émission du 30 décembre 2010, vue comme le premier et le dernier débat non censuré sous la présidence de Zine el-Abidine Ben Ali, puis le Grand journal de la révolution après le 14 janvier 2011.
Il fait ensuite ses débuts à la radio sur Express FM puis Shems FM, dont il est nommé directeur général avant d'être révoqué le 22 février 2012. Il rejoint alors la Télévision tunisienne 1, où il présente en 2012 l'émission d'actualité Hadith Essaa, qui lui vaut le prix Akademia pour la liberté d'expression décerné par l'université de La Manouba. Il repasse ensuite sur Nessma puis travaille pour El Hiwar El Tounsi jusqu'en octobre 2015.
Nommé le 22 septembre 2016 comme PDG de l'Établissement de la télévision tunisienne, il est écarté le 16 juin 2017. En août 2017, il revient sur Mosaïque FM avec un magazine hebdomadaire intitulé Mosaïque +.
En septembre 2019, il anime le premier débat télévisé de l'élection présidentielle avec Asma Bettaieb.

## Vie privée
Père de deux filles, il a été marié à l'actrice Saoussen Maalej avant de divorcer,,.

## Filmographie
- 1997 : El Khottab Al Bab (invité d'honneur des épisodes 1 et 2 de la saison 2) de Slaheddine Essid, Ali Louati et Moncef Baldi